# Paulo Dos Santos (tir à l'arc)
 (août 2025).
La mise en forme du texte ne suit pas les recommandations de Wikipédia : il faut le « wikifier ».
Les points d'amélioration suivants sont les cas les plus fréquents :
- Les titres sont pré-formatés par le logiciel. Ils ne sont ni en capitales, ni en gras.
- Le texte ne doit pas être écrit en capitales (les noms de famille non plus), ni en gras, ni en italique, ni en « petit »…
- Le gras n'est utilisé que pour surligner le titre de l'article dans l'introduction, une seule fois.
- L'italique est rarement utilisé : mots en langue étrangère, titres d'œuvres, noms de bateaux, etc.
- Les citations ne sont pas en italique mais en corps de texte normal. Elles sont entourées par des guillemets français : « et ».
- Les listes à puces sont à éviter, des paragraphes rédigés étant largement préférés. Les tableaux sont à réserver à la présentation de données structurées (résultats, etc.).
- Les appels de note de bas de page (petits chiffres en exposant, introduits par l'outil «  Source ») sont à placer entre la fin de phrase et le point final[comme ça].
- Les liens internes (vers d'autres articles de Wikipédia) sont à choisir avec parcimonie. Créez des liens vers des articles approfondissant le sujet. Les termes génériques sans rapport avec le sujet sont à éviter, ainsi que les répétitions de liens vers un même terme.
- Les liens externes sont à placer uniquement dans une section « Liens externes », à la fin de l'article. Ces liens sont à choisir avec parcimonie suivant les règles définies. Si un lien sert de source à l'article, son insertion dans le texte est à faire par les notes de bas de page.
- La présentation des références doit suivre les conventions bibliographiques. Il est recommandé d'utiliser les modèles {{Ouvrage}}, {{Chapitre}}, {{Article}}, {{Lien web}} et/ou {{Bibliographie}}. Le mode d'édition visuel peut mettre en forme automatiquement les références.
- Insérer une infobox (cadre d'informations à droite) n'est pas obligatoire pour parachever la mise en page.

Pour une aide détaillée, merci de consulter Aide:Wikification.
Si vous pensez que ces points ont été résolus, vous pouvez retirer ce bandeau et améliorer la mise en forme d'un autre article.
 (août 2025).
Vous pouvez aider à l'améliorer ou bien discuter des problèmes sur sa page de discussion.

## Biographie
Né en France en 1978, Paulo Dos Santos a rejoint la compétition pour le Portugal, portant les couleurs de l’Union Sportive de Torres Novas (UDRZA).
Il a représenté les clubs d’Ajaccio et Boe en France, il représente également la team pro staff XS WINGS.
En 2020, Paulo Dos Santos subit 2 lourdes opérations qui le tienne éloigné des compétitions.
Paulo Dos Santos est toujours détenteur de plusieurs records nationaux  en Animal Round et 3D Standard Round.

## Palmarès

### Championnat du monde IFAA

#### WBHC (3D)
- 2017  (Florence, Italie)  31 ème

### Championnat d'europe IFFA

#### EBHC (3D)
- 2018 (oberwiesenthal, Allemagne) 42 ème

#### EIAC (indoor)
- 2018 (Budapest, Hongrie) 27 ème [2]

### Championnat national du Portugal

#### 3D
- 2018 Champion

### Coupe du Portugal

#### 3D
- 2017 Vainqueur

### Championnat Ibérique

#### GTA IV 3D (Grand Trophée Ibérique)
- 2018 Champion[3]

### Championnat Départemental Parcours

#### Parcours Nature du Lot et Garonne 42 cibles
- 2017 Champion
- 2018 Champion